# Wereldkampioenschappen beachvolleybal 2022 (mannen)
Het mannentoernooi van de wereldkampioenschappen beachvolleybal 2022 in Rome vond plaats van 10 tot en met 19 juni. Het Noorse duo Anders Mol en Christian Sørum won de wereldtitel door de Brazilianen Renato Lima en Vitor Felipe in de finale in twee sets te verslaan. Het brons ging naar het Braziliaanse tweetal André Loyola en George Wanderley dat in de troostfinale in drie sets te sterk was voor de Amerikanen Chaim Schalk en Theodore Brunner.

## Groepsfase
|  | Direct naar laatste 32 |
|  | Naar tussenronde       |

### Groep A
| # | Ploeg                   | Punten | Wedstrijden | Wedstrijden | Spelpunten | Spelpunten | Spelpunten | Sets | Sets | Sets  |
| # | Ploeg                   | Punten | W           | V           | W          | V          | Ratio      | W    | V    | Ratio |
| - | ----------------------- | ------ | ----------- | ----------- | ---------- | ---------- | ---------- | ---- | ---- | ----- |
| 1 | Carambula / Rossi       | 6      | 3           | 0           | 142        | 127        | 1,118      | 6    | 1    | 6,000 |
| 2 | Bruno Schmidt / Saymon  | 5      | 2           | 1           | 140        | 124        | 1,129      | 5    | 2    | 2,500 |
| 3 | Capogrosso / Capogrosso | 4      | 1           | 2           | 112        | 111        | 1,009      | 2    | 4    | 0,500 |
| 4 | Jawo / Jarra            | 3      | 0           | 3           | 94         | 126        | 0,746      | 0    | 6    | 0,000 |

| Datum   |                         | Score |                         | Set 1   | Set 2   | Set 3   |
| ------- | ----------------------- | ----- | ----------------------- | ------- | ------- | ------- |
| 10 juni | Carambula / Rossi       | 2 – 0 | Jawo / Jarra            | 21 – 18 | 21 – 15 |         |
| 10 juni | Bruno Schmidt / Saymon  | 2 – 0 | Capogrosso / Capogrosso | 21 – 16 | 21 – 16 |         |
| 11 juni | Carambula / Rossi       | 2 – 0 | Capogrosso / Capogrosso | 21 – 18 | 22 – 20 |         |
| 11 juni | Bruno Schmidt / Saymon  | 2 – 0 | Jawo / Jarra            | 21 – 18 | 21 – 17 |         |
| 13 juni | Carambula / Rossi       | 2 – 1 | Bruno Schmidt / Saymon  | 18 – 21 | 21 – 19 | 18 – 16 |
| 13 juni | Capogrosso / Capogrosso | 2 – 0 | Jawo / Jarra            | 21 – 12 | 21 – 14 |         |

### Groep B
| # | Ploeg                     | Punten | Wedstrijden | Wedstrijden | Spelpunten | Spelpunten | Spelpunten | Sets | Sets | Sets  |
| # | Ploeg                     | Punten | W           | V           | W          | V          | Ratio      | W    | V    | Ratio |
| - | ------------------------- | ------ | ----------- | ----------- | ---------- | ---------- | ---------- | ---- | ---- | ----- |
| 1 | Lupo / Ranghieri          | 5      | 2           | 1           | 158        | 148        | 1,068      | 5    | 3    | 1,667 |
| 2 | Varenhorst / Van de Velde | 5      | 2           | 1           | 142        | 134        | 1,060      | 5    | 3    | 1,667 |
| 3 | Schachter / Dearing       | 4      | 1           | 2           | 141        | 148        | 0,953      | 3    | 5    | 0,600 |
| 4 | Bryl / Łosiak             | 4      | 1           | 2           | 124        | 135        | 0,919      | 2    | 4    | 0,500 |

| Datum   |                     | Score |                           | Set 1   | Set 2   | Set 3   |
| ------- | ------------------- | ----- | ------------------------- | ------- | ------- | ------- |
| 10 juni | Bryl / Łosiak       | 0 – 2 | Varenhorst / Van de Velde | 21 – 23 | 13 – 21 |         |
| 10 juni | Lupo / Ranghieri    | 2 – 1 | Schachter / Dearing       | 20 – 22 | 21 – 18 | 15 – 12 |
| 11 juni | Bryl / Łosiak       | 2 – 0 | Schachter / Dearing       | 25 – 23 | 21 – 19 |         |
| 11 juni | Lupo / Ranghieri    | 1 – 2 | Varenhorst / Van de Velde | 21 – 15 | 20 – 22 | 12 – 15 |
| 13 juni | Bryl / Łosiak       | 0 – 2 | Lupo / Ranghieri          | 26 – 28 | 18 – 21 |         |
| 13 juni | Schachter / Dearing | 2 – 1 | Varenhorst / Van de Velde | 21 – 16 | 11 – 21 | 15 – 9  |

### Groep C
| # | Ploeg                | Punten | Wedstrijden | Wedstrijden | Spelpunten | Spelpunten | Spelpunten | Sets | Sets | Sets  |
| # | Ploeg                | Punten | W           | V           | W          | V          | Ratio      | W    | V    | Ratio |
| - | -------------------- | ------ | ----------- | ----------- | ---------- | ---------- | ---------- | ---- | ---- | ----- |
| 1 | Nõlvak / Tiisaar     | 6      | 3           | 0           | 150        | 127        | 1,181      | 6    | 2    | 3,000 |
| 2 | Brouwer / Meeuwsen   | 5      | 2           | 1           | 133        | 96         | 1,385      | 5    | 2    | 2,500 |
| 3 | Virgen / Sarabia     | 4      | 1           | 2           | 119        | 134        | 0,888      | 3    | 4    | 0,750 |
| 4 | Abicha / El Gharouti | 3      | 0           | 3           | 81         | 126        | 0,643      | 0    | 6    | 0,000 |

| Datum   |                    | Score |                      | Set 1   | Set 2   | Set 3   |
| ------- | ------------------ | ----- | -------------------- | ------- | ------- | ------- |
| 10 juni | Brouwer / Meeuwsen | 2 – 0 | Abicha / El Gharouti | 21 – 11 | 21 – 9  |         |
| 10 juni | Nõlvak / Tiisaar   | 2 – 1 | Virgen / Sarabia     | 21 – 12 | 24 – 26 | 15 – 11 |
| 11 juni | Brouwer / Meeuwsen | 2 – 0 | Virgen / Sarabia     | 21 – 13 | 21 – 15 |         |
| 11 juni | Nõlvak / Tiisaar   | 2 – 0 | Abicha / El Gharouti | 21 – 13 | 21 – 16 |         |
| 13 juni | Brouwer / Meeuwsen | 1 – 2 | Nõlvak / Tiisaar     | 16 – 21 | 21 – 12 | 12 – 15 |
| 13 juni | Virgen / Sarabia   | 2 – 0 | Abicha / El Gharouti | 21 – 17 | 21 – 16 |         |

### Groep D
| # | Ploeg               | Punten | Wedstrijden | Wedstrijden | Spelpunten | Spelpunten | Spelpunten | Sets | Sets | Sets  |
| # | Ploeg               | Punten | W           | V           | W          | V          | Ratio      | W    | V    | Ratio |
| - | ------------------- | ------ | ----------- | ----------- | ---------- | ---------- | ---------- | ---- | ---- | ----- |
| 1 | Cherif / Ahmed      | 6      | 3           | 0           | 126        | 87         | 1,448      | 6    | 0    | MAX   |
| 2 | Sander / Crabb      | 5      | 2           | 1           | 127        | 132        | 0,962      | 4    | 3    | 1,333 |
| 3 | Krou / Gauthier-Rat | 4      | 1           | 2           | 128        | 127        | 1,008      | 3    | 4    | 0,750 |
| 4 | Gonzalo / Roger     | 3      | 0           | 3           | 91         | 126        | 0,722      | 0    | 6    | 0,000 |

| Datum   |                     | Score |                     | Set 1   | Set 2   | Set 3   |
| ------- | ------------------- | ----- | ------------------- | ------- | ------- | ------- |
| 10 juni | Cherif / Ahmed      | 2 – 0 | Gonzalo / Roger     | 21 – 13 | 21 – 12 |         |
| 10 juni | Krou / Gauthier-Rat | 1 – 2 | Sander / Crabb      | 18 – 21 | 22 – 20 | 13 – 15 |
| 11 juni | Cherif / Ahmed      | 2 – 0 | Sander / Crabb      | 21 – 14 | 21 – 15 |         |
| 11 juni | Krou / Gauthier-Rat | 2 – 0 | Gonzalo / Roger     | 21 – 13 | 21 – 16 |         |
| 13 juni | Cherif / Ahmed      | 2 – 0 | Krou / Gauthier-Rat | 21 – 17 | 21 – 16 |         |
| 13 juni | Sander / Crabb      | 2 – 0 | Gonzalo / Roger     | 21 – 19 | 21 – 18 |         |

### Groep E
| # | Ploeg               | Punten | Wedstrijden | Wedstrijden | Spelpunten | Spelpunten | Spelpunten | Sets | Sets | Sets  |
| # | Ploeg               | Punten | W           | V           | W          | V          | Ratio      | W    | V    | Ratio |
| - | ------------------- | ------ | ----------- | ----------- | ---------- | ---------- | ---------- | ---- | ---- | ----- |
| 1 | André / George      | 6      | 3           | 0           | 155        | 130        | 1,192      | 6    | 2    | 3,000 |
| 2 | Samoilovs / Šmēdiņš | 5      | 2           | 1           | 131        | 127        | 1,032      | 4    | 3    | 1,333 |
| 3 | Huber / Dressler    | 4      | 1           | 2           | 129        | 130        | 0,992      | 3    | 4    | 0,750 |
| 4 | Salemi / Vakili     | 3      | 0           | 3           | 127        | 155        | 0,819      | 2    | 6    | 0,333 |

| Datum   |                     | Score |                     | Set 1   | Set 2   | Set 3   |
| ------- | ------------------- | ----- | ------------------- | ------- | ------- | ------- |
| 10 juni | André / George      | 2 – 1 | Salemi / Valiki     | 19 – 21 | 21 – 14 | 15 – 10 |
| 10 juni | Samoilovs / Šmēdiņš | 2 – 0 | Huber / Dressler    | 21 – 17 | 21 – 16 |         |
| 11 juni | André / George      | 2 – 1 | Huber / Dressler    | 22 – 20 | 21 – 23 | 15 – 11 |
| 11 juni | Samoilovs / Šmēdiņš | 2 – 1 | Salemi / Valiki     | 22 – 24 | 21 – 15 | 15 – 13 |
| 13 juni | André / George      | 2 – 0 | Samoilovs / Šmēdiņš | 21 – 15 | 21 – 16 |         |
| 13 juni | Huber / Dressler    | 2 – 0 | Salemi / Valiki     | 21 – 14 | 21 – 16 |         |

### Groep F
| # | Ploeg               | Punten | Wedstrijden | Wedstrijden | Spelpunten | Spelpunten | Spelpunten | Sets | Sets | Sets  |
| # | Ploeg               | Punten | W           | V           | W          | V          | Ratio      | W    | V    | Ratio |
| - | ------------------- | ------ | ----------- | ----------- | ---------- | ---------- | ---------- | ---- | ---- | ----- |
| 1 | Perušič / Schweiner | 6      | 3           | 0           | 138        | 101        | 1,366      | 6    | 1    | 6,000 |
| 2 | Berntsen / Mol      | 5      | 2           | 1           | 129        | 129        | 1,000      | 4    | 3    | 1,333 |
| 3 | Schalk / Brunner    | 4      | 1           | 2           | 138        | 138        | 1,000      | 4    | 4    | 1,000 |
| 4 | Martinho / Monjane  | 3      | 0           | 3           | 89         | 126        | 0,706      | 0    | 6    | 0,000 |

| Datum   |                     | Score |                    | Set 1   | Set 2   | Set 3   |
| ------- | ------------------- | ----- | ------------------ | ------- | ------- | ------- |
| 10 juni | Perušič / Schweiner | 2 – 0 | Martinho / Monjane | 21 – 15 | 21 – 12 |         |
| 10 juni | Schalk / Brunner    | 1 – 2 | Berntsen / Mol     | 23 – 21 | 17 – 21 | 12 – 15 |
| 11 juni | Perušič / Schweiner | 2 – 0 | Berntsen / Mol     | 21 – 13 | 21 – 17 |         |
| 11 juni | Schalk / Brunner    | 2 – 0 | Martinho / Monjane | 21 – 12 | 21 – 15 |         |
| 13 juni | Perušič / Schweiner | 2 – 1 | Schalk / Brunner   | 21 – 17 | 18 – 21 | 15 – 6  |
| 13 juni | Berntsen / Mol      | 2 – 0 | Martinho / Monjane | 21 – 18 | 21 – 17 |         |

### Groep G
| # | Ploeg               | Punten | Wedstrijden | Wedstrijden | Spelpunten | Spelpunten | Spelpunten | Sets | Sets | Sets  |
| # | Ploeg               | Punten | W           | V           | W          | V          | Ratio      | W    | V    | Ratio |
| - | ------------------- | ------ | ----------- | ----------- | ---------- | ---------- | ---------- | ---- | ---- | ----- |
| 1 | Ermacora / Pristauz | 5      | 2           | 1           | 146        | 136        | 1,074      | 5    | 3    | 1,667 |
| 2 | Herrera / Gavira    | 5      | 2           | 1           | 126        | 113        | 1,115      | 4    | 2    | 2,000 |
| 3 | Immers / Boermans   | 5      | 2           | 1           | 133        | 135        | 0,985      | 4    | 3    | 1,333 |
| 4 | Wu / Ha             | 3      | 0           | 3           | 119        | 140        | 0,850      | 1    | 6    | 0,167 |

| Datum   |                     | Score |                     | Set 1   | Set 2   | Set 3   |
| ------- | ------------------- | ----- | ------------------- | ------- | ------- | ------- |
| 11 juni | Immers / Boermans   | 2 – 0 | Wu / Ha             | 22 – 20 | 21 – 19 |         |
| 11 juni | Ermacora / Pristauz | 2 – 0 | Herrera / Gavira    | 23 – 21 | 21 – 14 |         |
| 12 juni | Immers / Boermans   | 0 – 2 | Herrera / Gavira    | 26 – 28 | 16 – 21 |         |
| 12 juni | Ermacora / Pristauz | 2 – 1 | Wu / Ha             | 19 – 21 | 21 – 19 | 15 – 13 |
| 13 juni | Immers / Boermans   | 2 – 1 | Ermacora / Pristauz | 21 – 18 | 12 – 21 | 15 – 8  |
| 13 juni | Herrera / Gavira    | 2 – 0 | Wu / Ha             | 21 – 12 | 21 – 15 |         |

### Groep H
| # | Ploeg              | Punten | Wedstrijden | Wedstrijden | Spelpunten | Spelpunten | Spelpunten | Sets | Sets | Sets  |
| # | Ploeg              | Punten | W           | V           | W          | V          | Ratio      | W    | V    | Ratio |
| - | ------------------ | ------ | ----------- | ----------- | ---------- | ---------- | ---------- | ---- | ---- | ----- |
| 1 | Mol / Sørum        | 6      | 3           | 0           | 126        | 79         | 1,595      | 6    | 0    | MAX   |
| 2 | Luini / Penninga   | 5      | 2           | 1           | 112        | 114        | 0,983      | 4    | 2    | 2,000 |
| 3 | Benzi / Bonifazi   | 4      | 1           | 2           | 99         | 118        | 0,839      | 2    | 4    | 0,500 |
| 4 | Aravena / Dorguett | 3      | 0           | 3           | 100        | 126        | 0,794      | 0    | 6    | 0,000 |

| Datum   |                    | Score |                    | Set 1   | Set 2   | Set 3 |
| ------- | ------------------ | ----- | ------------------ | ------- | ------- | ----- |
| 11 juni | Mol / Sørum        | 2 – 0 | Benzi / Bonifazi   | 21 – 11 | 21 – 10 |       |
| 11 juni | Aravena / Dorguett | 0 – 2 | Luini / Penninga   | 17 – 21 | 19 – 21 |       |
| 12 juni | Mol / Sørum        | 2 – 0 | Luini / Penninga   | 21 – 10 | 21 – 17 |       |
| 12 juni | Aravena / Dorguett | 0 – 2 | Benzi / Bonifazi   | 18 – 21 | 15 – 21 |       |
| 13 juni | Mol / Sørum        | 2 – 0 | Aravena / Dorguett | 21 – 13 | 21 – 18 |       |
| 13 juni | Luini / Penninga   | 2 – 0 | Benzi / Bonifazi   | 21 – 16 | 22 – 20 |       |

### Groep I
| # | Ploeg                | Punten | Wedstrijden | Wedstrijden | Spelpunten | Spelpunten | Spelpunten | Sets | Sets | Sets  |
| # | Ploeg                | Punten | W           | V           | W          | V          | Ratio      | W    | V    | Ratio |
| - | -------------------- | ------ | ----------- | ----------- | ---------- | ---------- | ---------- | ---- | ---- | ----- |
| 1 | Seidl / Waller       | 6      | 3           | 0           | 141        | 112        | 1,259      | 6    | 1    | 6,000 |
| 2 | Kantor / Rudol       | 4      | 1           | 2           | 123        | 131        | 0,939      | 2    | 5    | 0,400 |
| 3 | Grimalt / Grimalt    | 4      | 1           | 2           | 127        | 132        | 0,962      | 3    | 4    | 0,750 |
| 4 | Windisch / Dal Corso | 4      | 1           | 2           | 123        | 139        | 0,885      | 3    | 4    | 0,750 |

| Datum   |                   | Score |                      | Set 1   | Set 2   | Set 3   |
| ------- | ----------------- | ----- | -------------------- | ------- | ------- | ------- |
| 11 juni | Grimalt / Grimalt | 0 – 2 | Windisch / Dal Corso | 17 – 21 | 19 – 21 |         |
| 11 juni | Seidl / Waller    | 2 – 0 | Kantor / Rudol       | 21 – 15 | 21 – 14 |         |
| 12 juni | Grimalt / Grimalt | 2 – 0 | Kantor / Rudol       | 22 – 20 | 21 – 16 |         |
| 12 juni | Seidl / Waller    | 2 – 0 | Windisch / Dal Corso | 21 – 13 | 24 – 22 |         |
| 13 juni | Grimalt / Grimalt | 1 – 2 | Seidl / Waller       | 21 – 18 | 15 – 21 | 12 – 15 |
| 13 juni | Kantor / Rudol    | 2 – 1 | Windisch / Dal Corso | 22 – 24 | 21 – 13 | 15 – 9  |

### Groep J
| # | Ploeg             | Punten | Wedstrijden | Wedstrijden | Spelpunten | Spelpunten | Spelpunten | Sets | Sets | Sets  |
| # | Ploeg             | Punten | W           | V           | W          | V          | Ratio      | W    | V    | Ratio |
| - | ----------------- | ------ | ----------- | ----------- | ---------- | ---------- | ---------- | ---- | ---- | ----- |
| 1 | Ehlers / Wickler  | 5      | 2           | 1           | 149        | 139        | 1,072      | 5    | 3    | 1,667 |
| 2 | Díaz / Alayo      | 5      | 2           | 1           | 153        | 154        | 0,994      | 4    | 4    | 1,000 |
| 3 | McHugh / Burnett  | 4      | 1           | 2           | 132        | 126        | 1,048      | 3    | 4    | 0,750 |
| 4 | Hannibal / Cairus | 4      | 1           | 2           | 157        | 172        | 0,913      | 4    | 5    | 0,800 |

| Datum   |                   | Score |                   | Set 1   | Set 2   | Set 3   |
| ------- | ----------------- | ----- | ----------------- | ------- | ------- | ------- |
| 11 juni | McHugh / Burnett  | 2 – 0 | Díaz / Alayo      | 21 – 15 | 21 – 18 |         |
| 11 juni | Ehlers / Wickler  | 2 – 1 | Hannibal / Cairus | 19 – 21 | 21 – 17 | 15 – 8  |
| 12 juni | McHugh / Burnett  | 1 – 2 | Hannibal / Cairus | 19 – 21 | 21 – 15 | 13 – 15 |
| 12 juni | Ehlers / Wickler  | 1 – 2 | Díaz / Alayo      | 21 – 18 | 21 – 23 | 10 – 15 |
| 13 juni | McHugh / Burnett  | 0 – 2 | Ehlers / Wickler  | 19 – 21 | 18 – 21 |         |
| 13 juni | Hannibal / Cairus | 1 – 2 | Díaz / Alayo      | 30 – 28 | 19 – 21 | 11 – 15 |

### Groep K
| # | Ploeg               | Punten | Wedstrijden | Wedstrijden | Spelpunten | Spelpunten | Spelpunten | Sets | Sets | Sets  |
| # | Ploeg               | Punten | W           | V           | W          | V          | Ratio      | W    | V    | Ratio |
| - | ------------------- | ------ | ----------- | ----------- | ---------- | ---------- | ---------- | ---- | ---- | ----- |
| 1 | Nicolai / Cottafava | 6      | 3           | 0           | 126        | 77         | 1,636      | 6    | 0    | MAX   |
| 2 | Crabb / Bourne      | 5      | 2           | 1           | 114        | 100        | 1,140      | 4    | 2    | 2,000 |
| 3 | Surin / Banlue      | 4      | 1           | 2           | 94         | 125        | 0,752      | 2    | 4    | 0,500 |
| 4 | Murray / Rivas      | 3      | 0           | 3           | 99         | 131        | 0,756      | 0    | 6    | 0,000 |

| Datum   |                     | Score |                     | Set 1   | Set 2   | Set 3 |
| ------- | ------------------- | ----- | ------------------- | ------- | ------- | ----- |
| 11 juni | Crabb / Bourne      | 2 – 0 | Surin / Banlue      | 21 – 8  | 21 – 19 |       |
| 11 juni | Nicolai / Cottafava | 2 – 0 | Murray / Rivas      | 21 – 12 | 21 – 15 |       |
| 12 juni | Crabb / Bourne      | 2 – 0 | Murray / Rivas      | 21 – 14 | 21 – 17 |       |
| 12 juni | Nicolai / Cottafava | 2 – 0 | Surin / Banlue      | 21 – 10 | 21 – 10 |       |
| 13 juni | Crabb / Bourne      | 0 – 2 | Nicolai / Cottafava | 11 – 21 | 19 – 21 |       |
| 13 juni | Murray / Rivas      | 0 – 2 | Surin / Banlue      | 24 – 26 | 17 – 21 |       |

### Groep L
| # | Ploeg                  | Punten | Wedstrijden | Wedstrijden | Spelpunten | Spelpunten | Spelpunten | Sets | Sets | Sets  |
| # | Ploeg                  | Punten | W           | V           | W          | V          | Ratio      | W    | V    | Ratio |
| - | ---------------------- | ------ | ----------- | ----------- | ---------- | ---------- | ---------- | ---- | ---- | ----- |
| 1 | Nicolaidis / Carracher | 5      | 2           | 1           | 152        | 138        | 1,101      | 5    | 4    | 1,250 |
| 2 | Alison / Guto          | 5      | 2           | 1           | 149        | 128        | 1,164      | 5    | 3    | 1,667 |
| 3 | Renato / Vitor Felipe  | 5      | 2           | 1           | 137        | 134        | 1,022      | 5    | 3    | 1,667 |
| 4 | Mora / López           | 3      | 0           | 3           | 96         | 134        | 0,716      | 1    | 6    | 0,167 |

| Datum   |                        | Score |                        | Set 1   | Set 2   | Set 3   |
| ------- | ---------------------- | ----- | ---------------------- | ------- | ------- | ------- |
| 11 juni | Renato / Vitor Felipe  | 2 – 0 | Mora / López           | 21 – 15 | 21 – 14 |         |
| 11 juni | Alison / Guto          | 2 – 1 | Nicolaidis / Carracher | 19 – 21 | 21 – 18 | 15 – 10 |
| 12 juni | Renato / Vitor Felipe  | 1 – 2 | Nicolaidis / Carracher | 9 – 21  | 21 – 17 | 12 – 15 |
| 12 juni | Alison / Guto          | 2 – 0 | Mora / López           | 21 – 17 | 21 – 9  |         |
| 13 juni | Renato / Vitor Felipe  | 2 – 1 | Alison / Guto          | 17 – 21 | 21 – 18 | 15 – 13 |
| 13 juni | Nicolaidis / Carracher | 2 – 1 | Mora / López           | 21 – 13 | 14 – 21 | 15 – 7  |

### Tussenronde
| Datum   |                     | Score |                         | Set 1   | Set 2   | Set 3   |
| ------- | ------------------- | ----- | ----------------------- | ------- | ------- | ------- |
| 14 juni | Krou / Gauthier-Rat | 2 – 1 | Surin / Banlue          | 19 – 21 | 22 – 20 | 16 – 14 |
| 14 juni | Huber / Dressler    | 2 – 1 | Benzi / Bonifazi        | 21 – 15 | 14 – 21 | 15 – 13 |
| 14 juni | Grimalt / Grimalt   | 2 – 1 | Capogrosso / Capogrosso | 21 – 18 | 15 – 21 | 15 – 11 |
| 14 juni | Virgen / Sarabia    | 0 – 2 | Schachter / Dearing     | 17 – 21 | 16 – 21 |         |

## Knockoutfase

### Finales
| Finale |                       |    |    |  |
|        |                       |    |    |  |
| 8      | Mol / Sørum           | 21 | 21 |  |
| 12     | Renato / Vitor Felipe | 15 | 16 |  |

| Troostfinale |                  |    |    |    |
|              |                  |    |    |    |
| 5            | André / George   | 15 | 21 | 15 |
| 19           | Schalk / Brunner | 21 | 17 | 11 |

### Bovenste helft
| Zestiende finale | Zestiende finale       | Zestiende finale | Zestiende finale | Zestiende finale |  |    | Achtste finale         | Achtste finale    | Achtste finale | Achtste finale | Achtste finale |  |  | Kwartfinale | Kwartfinale       | Kwartfinale | Kwartfinale | Kwartfinale |  |  | Halve finale | Halve finale   | Halve finale | Halve finale | Halve finale |
|                  |                        |                  |                  |                  |  |    |                        |                   |                |                |                |  |  |             |                   |             |             |             |  |  |              |                |              |              |              |
| 1                | Carambula / Rossi      | 17               | 18               |                  |  |    |                        |                   |                |                |                |  |  |             |                   |             |             |             |  |  |              |                |              |              |              |
| 9                | Grimalt / Grimalt      | 21               | 21               |                  |  |    | 9                      | Grimalt / Grimalt | 22             | 17             |                |  |  |             |                   |             |             |             |  |  |              |                |              |              |              |
| 13               | Alison / Guto          | 21               | 21               |                  |  | 13 | Alison / Guto          | 24                | 21             |                |                |  |  |             |                   |             |             |             |  |  |              |                |              |              |              |
| 31               | Herrera / Gavira       | 19               | 18               |                  |  |    |                        |                   |                |                |                |  |  | 13          | Alison / Guto     | 21          | 13          |             |  |  |              |                |              |              |              |
| 16               | Seidl / Waller         | 17               | 21               | 15               |  |    |                        |                   |                |                |                |  |  | 8           | Mol / Sørum       | 23          | 21          |             |  |  |              |                |              |              |              |
| 28               | Sander / Crabb         | 21               | 15               | 9                |  |    | 16                     | Seidl / Waller    | 21             | 18             | 9              |  |  |             |                   |             |             |             |  |  |              |                |              |              |              |
| 7                | Immers / Boermans      | 18               | 17               |                  |  | 8  | Mol / Sørum            | 18                | 21             | 15             |                |  |  |             |                   |             |             |             |  |  |              |                |              |              |              |
| 8                | Mol / Sørum            | 21               | 21               |                  |  |    |                        |                   |                |                |                |  |  |             |                   |             |             |             |  |  | 8            | Mol / Sørum    | 21           | 21           |              |
| 5                | André / George         | 21               | 21               |                  |  |    |                        |                   |                |                |                |  |  |             |                   |             |             |             |  |  | 5            | André / George | 14           | 18           |              |
| 10               | McHugh / Burnett       | 18               | 15               |                  |  |    | 5                      | André / George    | 21             | 21             |                |  |  |             |                   |             |             |             |  |  |              |                |              |              |              |
| 30               | Berntsen / Mol         | 17               | 16               |                  |  | 36 | Nicolaidis / Carracher | 15                | 15             |                |                |  |  |             |                   |             |             |             |  |  |              |                |              |              |              |
| 36               | Nicolaidis / Carracher | 21               | 21               |                  |  |    |                        |                   |                |                |                |  |  | 5           | André / George    | 21          | 23          |             |  |  |              |                |              |              |              |
| 24               | Bruno S. / Saymon      | 21               | 29               |                  |  |    |                        |                   |                |                |                |  |  | 24          | Bruno S. / Saymon | 17          | 21          |             |  |  |              |                |              |              |              |
| 20               | Samoilovs / Šmēdiņš    | 19               | 27               |                  |  |    | 24                     | Bruno S. / Saymon | 21             | 21             |                |  |  |             |                   |             |             |             |  |  |              |                |              |              |              |
| 29               | Huber / Dressler       | 15               | 22               |                  |  | 4  | Cherif / Ahmed         | 19                | 19             |                |                |  |  |             |                   |             |             |             |  |  |              |                |              |              |              |
| 4                | Cherif / Ahmed         | 21               | 24               |                  |  |    |                        |                   |                |                |                |  |  |             |                   |             |             |             |  |  |              |                |              |              |              |

### Onderste helft
| Zestiende finale | Zestiende finale        | Zestiende finale | Zestiende finale | Zestiende finale |  |    | Achtste finale        | Achtste finale      | Achtste finale | Achtste finale | Achtste finale |  |  | Kwartfinale | Kwartfinale           | Kwartfinale | Kwartfinale | Kwartfinale |  |  | Halve finale | Halve finale          | Halve finale | Halve finale | Halve finale |
|                  |                         |                  |                  |                  |  |    |                       |                     |                |                |                |  |  |             |                       |             |             |             |  |  |              |                       |              |              |              |
| 22               | Nõlvak / Tiisaar        | 21               | 21               |                  |  |    |                       |                     |                |                |                |  |  |             |                       |             |             |             |  |  |              |                       |              |              |              |
| 26               | Schachter / Dearing     | 18               | 16               |                  |  |    | 22                    | Nõlvak / Tiisaar    |                |                |                |  |  |             |                       |             |             |             |  |  |              |                       |              |              |              |
| 11               | Crabb / Bourne          | 18               | 21               | 15               |  | 11 | Crabb / Bourne        |                     |                |                |                |  |  |             |                       |             |             |             |  |  |              |                       |              |              |              |
| 32               | Luini / Penninga        | 21               | 19               | 10               |  |    |                       |                     |                |                |                |  |  | 22          | Nõlvak / Tiisaar      | 18          | 15          |             |  |  |              |                       |              |              |              |
| 14               | Nicolai / Cottafava     | 21               | 21               |                  |  |    |                       |                     |                |                |                |  |  | 12          | Renato / Vitor Felipe | 21          | 21          |             |  |  |              |                       |              |              |              |
| 39               | Díaz / Alayo            | 18               | 18               |                  |  |    | 14                    | Nicolai / Cottafava | 21             | 19             | 13             |  |  |             |                       |             |             |             |  |  |              |                       |              |              |              |
| 12               | Renato / Vitor Felipe   | 18               | 21               | 15               |  | 12 | Renato / Vitor Felipe | 11                  | 21             | 15             |                |  |  |             |                       |             |             |             |  |  |              |                       |              |              |              |
| 6                | Perušič / Schweiner     | 21               | 15               | 13               |  |    |                       |                     |                |                |                |  |  |             |                       |             |             |             |  |  | 12           | Renato / Vitor Felipe | 21           | 21           |              |
| 18               | Ermacora / Pristauz     | 21               | 18               | 12               |  |    |                       |                     |                |                |                |  |  |             |                       |             |             |             |  |  | 19           | Schalk / Brunner      | 17           | 19           |              |
| 19               | Schalk / Brunner        | 17               | 21               | 15               |  |    | 19                    | Schalk / Brunner    | 20             | 21             | 15             |  |  |             |                       |             |             |             |  |  |              |                       |              |              |              |
| 33               | Kantor / Rudol          | 21               | 21               |                  |  | 33 | Kantor / Rudol        | 22                  | 17             | 11             |                |  |  |             |                       |             |             |             |  |  |              |                       |              |              |              |
| 15               | Ehlers / Wickler        | 19               | 19               |                  |  |    |                       |                     |                |                |                |  |  | 19          | Schalk / Brunner      | 21          | 16          | 15          |  |  |              |                       |              |              |              |
| 3                | Brouwer / Meeuwsen      | 21               | 21               |                  |  |    |                       |                     |                |                |                |  |  | 3           | Brouwer / Meeuwsen    | 16          | 21          | 12          |  |  |              |                       |              |              |              |
| 47               | Varenhorst / v.d. Velde | 17               | 14               |                  |  |    | 3                     | Brouwer / Meeuwsen  | 21             | 21             |                |  |  |             |                       |             |             |             |  |  |              |                       |              |              |              |
| 21               | Krou / Gauthier-Rat     | 18               | 17               |                  |  | 23 | Lupo / Ranghieri      | 18                  | 13             |                |                |  |  |             |                       |             |             |             |  |  |              |                       |              |              |              |
| 23               | Lupo / Ranghieri        | 21               | 21               |                  |  |    |                       |                     |                |                |                |  |  |             |                       |             |             |             |  |  |              |                       |              |              |              |

1997 ·
1999 ·
2001 ·
2003 ·
2005 ·
2007 ·
2009 ·
2011 ·
2013 ·
2015 ·
2017 ·
2019 ·
2022 ·
2023